# 逃げ水 (曲)
「逃げ水」（にげみず）は、日本の女性アイドルグループ乃木坂46の楽曲。2017年8月9日に乃木坂46の18作目のシングルとしてN46Div.から発売された。秋元康が作詞、谷村庸平が作曲した。楽曲のセンターポジションは大園桃子と与田祐希が務めた。

## 背景とリリース
DVD付属のType-A・B・C・D、CDのみの通常盤の5形態で発売。2017年6月25日に本作の発売が発表され、7月10日放送の『乃木坂工事中』（テレビ東京系）で選抜メンバーとフォーメーションが、14日にタイトルがそれぞれ発表された。15日、フジテレビ『お台場みんなの夢大陸2017』で本作の表題曲「逃げ水」とカップリング曲「ひと夏の長さより…」が初披露された。翌16日以降に「逃げ水」を含む本作収録曲がメンバー出演のラジオ番組で解禁された。8月2日には先行して配信が開始され、1週間後の9日に本作の発売を迎えた。

## 構成

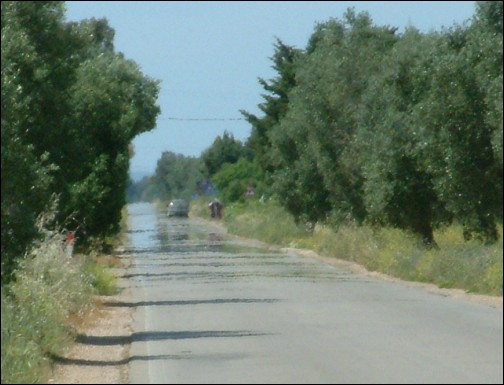
逃げ水

表題曲のタイトルになっている「逃げ水」は、夏の日差しに照らされたアスファルトにゆらゆらと浮かぶ水のような蜃気楼のこと。
本作の作曲者であり、乃木坂AKB「混ざり合うもの」などを作曲した谷村は「逃げ水」全体のイメージについて「夢の中にいるような幻想的な雰囲気を出したかったので、同じフレーズを繰返すループや硬めのシンセの音を多用する一方、ピアノやアコギ、エレキギターなどの生音を混ぜる事で爽やかさや郷愁感が出る様にしました。表題曲なのである程度の派手さは必要なので、最初のデモよりも若干テンポを上げて、シンセベースやキックの音は実は結構アグレッシブな音を使っています」と述べている。メロディは歌いやすいシンプルさを心掛けて制作されており、コード進行はダンスミュージックの手法で少ないコードが繰り返されている。BメロではIV-V-III-VIの進行が使われ、サビに突入する直前のBメロ内「大人になって 走らなくなった」の部分ではふわっと浮き上がるような感覚をもたらす転調が行われている。この転調は聞き手に強い違和感を与えるが、この感覚は後の展開を知らせる上でよい呼び水となっていると評価されている。なお、この違和感は谷村が意図して作り出したもので、サビのコード進行はAメロで2小節ずつで使われているコードを1小節の長さにして使うことでAメロよりも少しだけスピード感が出るようになっている。
歌詞は、逃げ水という現象を発想の元として「近づいたら消えてしまう夢」を歌っている。2番の「今 確かに 僕の目に映るなら 逃げてしまっても 追いかけたい」というフレーズについて、音楽系フリーライターの荻原梓は「結成して6年が経つこのグループが歌うことで、活動に慣れの見えてきたメンバーに向けた檄文にも読めるし、新しく夢を抱いて加入してきたメンバーへ向けた願望にも捉えられる」と考察している。

### 「月の光」の挿入
サビ前のブレイクに挿入された「月の光」は、デモの段階で既に入っていた。谷村は、このブレイクに対して賛否両論が巻き起こることを予想しており、意図について「サビ前にハッとさせる、時間が止まったような演出をしたいと考え、そこで「月の光」の一節を入れようと考えました。ギャップを出せる曲、静かで幻想的で美しいメロディ、更に言えばジャズとクラシックの橋渡し的な響きを持った曲「月の光」でした。もちろん私がこの曲が大好きな事も大きな理由です。曲の本編と「月の光」のキーが違う事もハッとさせる要因のひとつです」と述べ、このブレイクについて荻原は「それまでの勢いをあえて殺すようにして突如現れる『月の光』の衝撃は、J-POP史上他に類を見ない構成である」と評価した。
「月の光」は1番と2番で計2回登場するが、1度目に比べて2度目は少しだけ音量を上げ、強く歪ませて音を割っている。それにより、2度目の方がその存在をよりはっきりと近くに感じるように出来ている。この点について荻原は「『追いかけても追いかけても逃げてゆく夢』を歌っていながら、実はちょっとだけ近付いている作りになっている」と考察している。ただ実際には、Aメロの後ろでも「月の光」はずっと鳴っている。また、Dメロ後の落ちサビの駆け上がるピアノのフレーズは「月の光」の途中から左手の激しくアルペジオを弾く部分をオマージュしたものである。
この「月の光」の挿入はSNS上でも話題となり、2017年8月14日付のBillboard JAPAN HOT 100のTwitterのつぶやき数で7位を獲得するなど、チャートにも影響を与えた。

## 批評

### 逃げ水
- この楽曲は、複数の評価を受けている。メンバーの能條愛未は「明るく爽やかなメロディーや雰囲気でありながら、どこか切なさを感じる歌詞が夏真っ只中だけでなく夏の終わりも感じさせる素敵な一曲」と評した[18]。渡辺彰浩は、明るい楽曲を前面に押し出してきた今までの乃木坂46の夏曲と比べて「逃げ水」はどちらかといえば夏の終わりを感じさせる切ない曲であるとし「3期生をセンターに迎えて夏曲のイメージを更新しようとしているのでは」と推察している[14]。荻原梓は、逃げ水をモチーフとする着眼点そのものを評価し、逃げ水を着想として楽曲をそれに合わせた作りにしたものは他例がないとしたうえで「全体的に、大草原に真っ直ぐに伸びた一本道を駆け抜けているような、それでいてどこか夢の中の出来事のような、爽快感と幻想的な印象を抱かせるサウンド」の「実験的かつ挑戦的なポップス」と評した[16]。杉山仁は「Aメロ、Bメロ、サビを含む楽曲全体の雰囲気は、このグループ（乃木坂46）らしい魅力を持った正統派のポップ・ミュージック」と評した上で[17]、挿入されている「月の光」を引き合いに出し「ドビュッシーの『月の光』が収められた『ベルガマスク組曲』は陽気に振る舞う人物が心の内に抱えた孤独や哀しみを描くポール・ヴェルレーヌの詩「月の光」からの影響を指摘されるのに対して『逃げ水』では追いかけると消えてしまう逃げ水を〈叶わなかった夢〉になぞらえ、少しの儚さを宿した日本的な夏の風景を連想させてくれる」と述べている[17]。

### 女は一人じゃ眠れない
『女は一人じゃ眠れない』が映画『ワンダーウーマン』の日本版イメージソングとなっていることについて「史上最強の女性スーパーヒーロー」を題材とした映画のイメージと合わず「まるでワンダーウーマンを男なしではいられない乙女のように扱うタイトルではないか」との批判が映画のファンから寄せられた。映画評論家の町山智浩は、自身のXアカウントにおいて「正反対のメッセージじゃないの？」、「『ワンダーウーマン』さえも“女は男がいないとダメ”という方向にもってっちゃうのか」と述べた。ねとらぼの福田瑠千代は、町山に投稿の真意を確認し「『ワンダーウーマン』という映画とあまりに正反対の曲名にがっかりした」、「オリジナルのシーアの主題歌は『人間であることは愛すること』という歌詞」であり「『女はひとりで眠れない』という言葉の生臭さとまったく逆のテーマなんです」との説明を受けたことを明らかにした。

### 選抜メンバー構成
- 本作の選抜メンバー構成について、香月孝史は『真夏の全国ツアー2017』で発表された『アンダーライブ〜九州シリーズ〜』やアンダーメンバーによるアルバムが待っていることを見据えた布陣であると推察する[21]。3期生からセンターを2人選出したことについては、次のように分析した。| 「                                                                                                                 | 3期生をグループ本体にどう合流させていくかは直近の課題のひとつでしたが、効果的に溶け込ませていく上で、3期生からセンターを選出するという結論が出たのでしょう。Wセンターにしたことで2人の精神的な負担も軽減できるでしょうし、また3期生メンバーを一度に複数名、周知できる機会にもなっています | 」 |
| —香月孝史（Real Sound「乃木坂46、18th選抜で3期生大園＆与田Wセンター起用の理由とは？ グループの動向から分析」より） | |    |

また香月は、フロントを白石・西野・齋藤・堀が固める布陣については、前向きに受け止めたうえでこう分析した。
| 「 | センターの両サイドは前作のWセンターだった白石さんと西野さんが務めます。選抜メンバー全体として見た時に、グループのイメージを大きくは変えないまま、新しい世代の風を入れることができるのではないかと思います | 」 |
| —香月孝史（Real Sound「乃木坂46、18th選抜で3期生大園＆与田Wセンター起用の理由とは？ グループの動向から分析」より） | |    |

一方で財経新聞の潜水亭沈没は、3期生の2人のWセンターへの抜擢については「乃木坂の世代交代が進んだことを印象付ける選抜発表」と評価した一方で「選抜に入るべき資格を兼ね備えながら、外れてしまうものがはっきりと出てきた」として、選抜システム自体がある種の飽和状態になっているという問題が浮き彫りになったと指摘した。

## プロモーション
ヒット祈願キャンペーンとして『乃木坂工事中』内で本作でWセンターを務める大園桃子、与田祐希の2名が静岡県の西伊豆大瀬崎海岸でスキューバダイビングのCカードライセンス（エントリーレベル）を取得、その後伊豆大島でウミガメ探しを行い、無事ヒット祈願をすることに成功した。
また、イベントとして過去のシングルと同様のシングル発売記念握手会が開催されたのに加え、個別握手会参加券付通常盤をforTUNE musicで購入した者の中から抽選で「三期生単独公演in大阪」に10,000名を無料で招待した。
- 三期生単独公演in大阪（2017年7月30日、インテックス大阪）[25]

## アートワーク
| Type-A 表 | 大園桃子・与田祐希                                                                                 |
| Type-A 裏 | 大園桃子・与田祐希                                                                                 |
| Type-B 表 | 松村沙友理・高山一実・白石麻衣・秋元真夏・衛藤美彩・新内眞衣                                       |
| Type-B 裏 | 能條愛未・鈴木絢音・中田花奈・伊藤純奈                                                             |
| Type-C 表 | 齋藤飛鳥・伊藤万理華・桜井玲香・若月佑美・西野七瀬                                                 |
| Type-C 裏 | 山崎怜奈・樋口日奈・川後陽菜・和田まあや                                                           |
| Type-D 表 | 井上小百合・星野みなみ・堀未央奈・生田絵梨花・生駒里奈                                             |
| Type-D 裏 | 相楽伊織・佐々木琴子・伊藤かりん・川村真洋・斎藤ちはる                                             |
| 通常盤 表 | 渡辺みり愛・伊藤理々杏・北野日奈子・久保史緒里・中元日芽香・斉藤優里・梅澤美波・山下美月・寺田蘭世 |
| 通常盤 裏 | 中村麗乃・向井葉月・岩本蓮加・吉田綾乃クリスティー・佐藤楓                                         |

6月末から7月頭まで都内で撮影された。梅雨の時期にもかかわらず一度も雨が降ることなく順調に行われ、メンバー自身が考えたポージングが採用された写真もある。本格的な夏到来を感じさせるカラフルでポップな色合いのジャケット写真は5形態で展開されており、Type-Aは初選抜にしてセンターを務める大園桃子と与田祐希が飾る。コンセプトは「夏らしさ」で、カラフルなTシャツにデニムを合わせた衣装に身を包んだメンバーが、都内にある5つの鮮やかな色の壁の前で可愛らしい笑顔や明るい表情を見せている。カメラマンは、7thシングル『バレッタ』のジャケット写真や橋本奈々未の写真集『2017』を撮影した今城純が担当した。

## チャート成績
本作は2017年8月8日付のオリコンデイリーシングルランキングで推定売上枚数71万6197枚、2017年8月21日付オリコン週間シングルランキングで推定売上枚数88万18枚を記録し、それぞれ1位を獲得した。オリコン週間シングルランキングでの首位獲得は、2ndシングル『おいでシャンプー』から17作連続通算17作目で、初のミリオンセラーである前作『インフルエンサー』の初週売上87万4528枚を上回り、自己最高記録となった。なお、本作の発売初週に乃木坂46のシングル総売上枚数が1000万枚の大台を突破した。これは、女性グループとしては歴代5組目。通算首位獲得数はSKE48と並んで女性グループ歴代3位タイ。連続首位獲得数はSKE48と並ぶ女性グループ歴代2位タイ記録となった。 2017年8月度オリコン月間シングルランキングでは推定売上枚数98万5425枚を記録し、2位を獲得した。その後、発売5週目となる9月18日付週間シングルランキングで週間約2万8000枚を売り上げたことで累計売上枚数が約101万3000枚となり、グループ2作目のミリオンセールスを達成した。2018年1月15日付週間シングルランキングでは再浮上して約5か月ぶりに1位を獲得。自身初の返り咲き1位に輝いた。また、この週の2位には次作『いつかできるから今日できる』もランクインし、週間シングルランキングでは2010年5月10日付チャートの放課後ティータイム以来7年8か月ぶり、女性アーティストでは史上4組目となる同一アーティストによる1・2位独占を達成した。
Billboard JAPANのチャートのうち、Billboard JAPAN HOT 100では、2017年7月24日付のチャートで43位を記録して初登場。その後も32位、61位、10位と順位を上下しながらランクインし続け、2017年8月21日付のチャートで1位を獲得した。Billboard JAPAN Top Singles Salesでは、2017年8月21日付のチャートで推定売上枚数102万8543枚を記録し1位を獲得した。Billboard JAPAN Radio Songsでは、2017年8月21日付のチャートで5位を獲得した。
出荷枚数は100万枚を突破し、2017年9月に日本レコード協会からミリオン認定（2017年8月度）された。ミリオン認定は前々作「サヨナラの意味」、前作『インフルエンサー』に続いて3作目。なお、カップリング曲「ひと夏の長さより…」は2017年8月14日付のBillboard JAPAN HOT 100で75位を獲得している。

## ミュージック・ビデオ

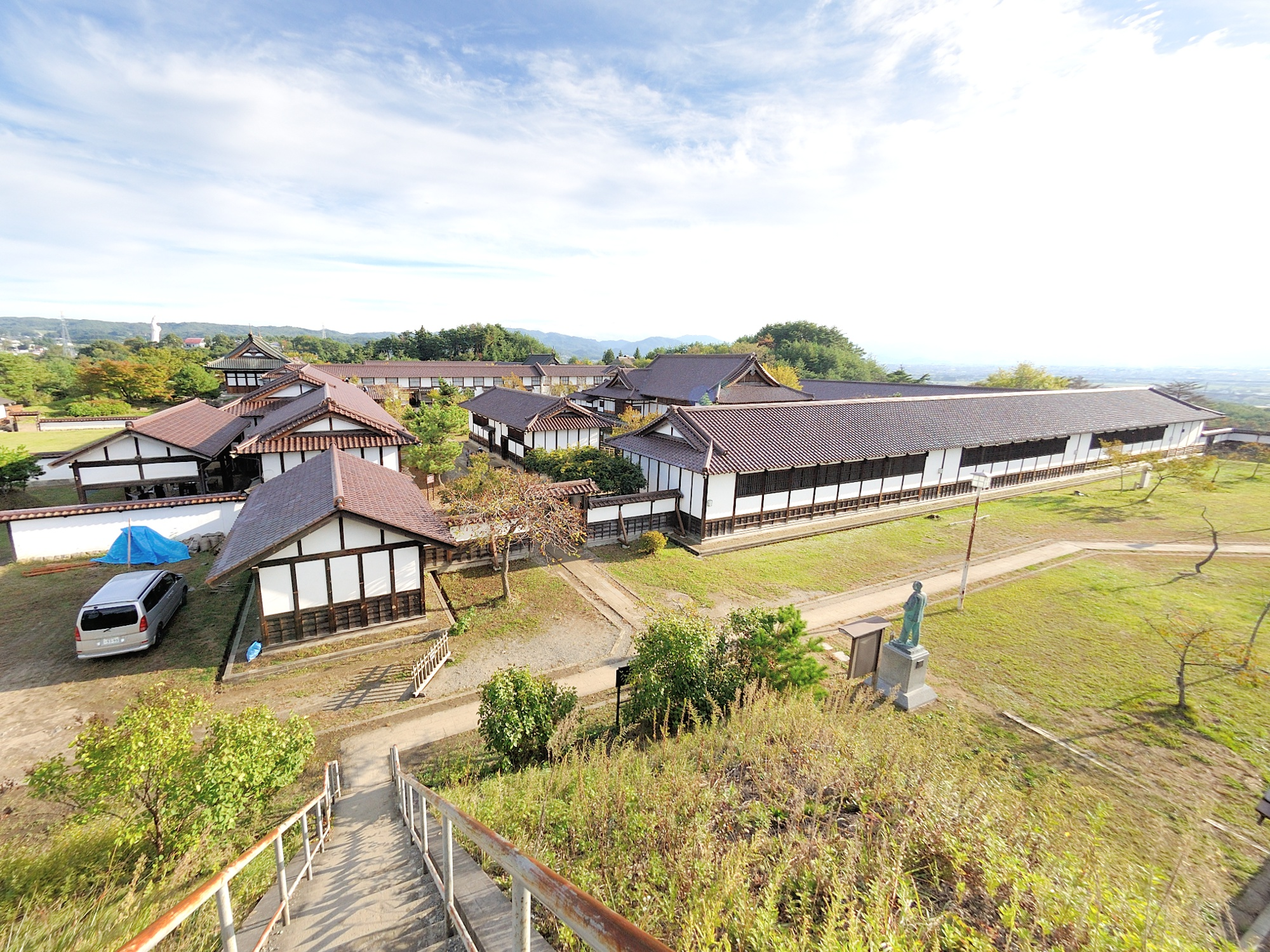
會津藩校日新館（撮影地）

逃げ水
監督：山岸聖太、振付：CRE8BOY
7月上旬に福島県会津若松市の日新館で撮影された。作中では、大園桃子と与田祐希が広大で不思議なお屋敷「伊丹家」に見習いの侍女として迎えられ、たくさんの出来事に出会っても決して驚いてはいけないというお達しのもと、侍女として働くストーリーが描かれている。非現実的な普段の自分にはない設定で撮影が行われたため、笑いの絶えない撮影現場となった。女優の緒川たまきが「執事長」として出演。
| 名前              | メンバー              | 設定 |
| ----------------- | --------------------- | --- |
| 伊丹マイ          | 白石麻衣              | 長女。朝食はご飯と決めている。絶対にそれを譲れない。                                                                  |
| 伊丹ナナセ        | 西野七瀬              | 次女。朝食はパンと決めている。毎朝の争いにストレスもある。                                                            |
| 伊丹イク&マツ     | 生田絵梨花&松村沙友理 | 米派。若干米ではなくても美味しければいい、という気持ちがあるという噂がある。                                          |
| 伊丹サクラ&ワカ   | 桜井玲香&若月佑美     | パン派。パンを食べる事によって、険しい顔が極上のほころび顔になる2人。                                                 |
| 伊丹アスカ        | 齋藤飛鳥              | 侍女の先輩。指を2本骨折しているが、これは仕事をさぼる為の口実であり嘘。よく姿をくらます。                             |
| 伊丹ミオナ        | 堀未央奈              | 生粋の日本人だが、自分を中国人だと思い込んでいる。ヌンチャクが宝物。                                                  |
| 伊丹カズ          | 高山一実              | 自分の世界に引きこもっているが、誰かに理解されるといいな...という思いはある。ナナセだけが理解者。                     |
| 伊丹マナツ        | 秋元真夏              | バラエティタレントとして日本のテレビに出たいと思い、部屋で常にその鍛錬に励んでいる。                                  |
| 伊丹コマ&ミナミ   | 生駒里奈＆星野みなみ  | 不潔が大嫌いな2人。礼儀に敏感。新人2人が入ってきたので、思う存分礼儀作法を説く事が出来て嬉しい。                      |
| 伊丹サ&シンウチ   | 衛藤美彩&新内眞衣     | 家にいながら部屋をオフィスのようにしている2人。何かに取り憑かれたようにOLの仕事をしている。                           |
| 伊丹マリカ&サユリ | 伊藤万理華&井上小百合 | 奇抜な格好をしている2人。何を考えているのかさっぱり分からない。屋敷内をセグウェイで徘徊している。実はダンスが大好き。 |
女は一人じゃ眠れない
監督：萩原健太郎、衣装：林田淳也、振付：CRE8BOY
6月下旬に長野県の廃工場で撮影された。看板や外の風景などほぼ全てがCGで作成されている。また、映画『ワンダーウーマン』のイメージソングとして、乃木坂46としては初となる映画とリンクしたミュージック・ビデオになっており「女性だけで暮らしている」「仲間との友情や愛情も戦う力となる」という点が映画からインスパイアされている。劇中では映画の登場人物であるワンダーウーマンのコスチュームをコラボした衣装を着用している。大園桃子と与田祐希にとって、本作がセンターとして初めてのミュージック・ビデオ撮影であったため、空き時間にダンスの練習を入念に行い、緊張感漂う中で撮影に挑んだ。
アンダー
映像セレクト：金森孝宏
全編がドキュメンタリー映像で構成されている。毎シングルごとに選抜・アンダーと区分けされるシステムの中、応援してくれるファンの為に人一倍の努力と汗と涙を流してきたアンダーメンバー6年間の軌跡が未公開映像を中心にセレクトされている。BARKSは、不安や葛藤などを抱えながら活動するアンダーメンバーだけでなく、グループ全体の層の厚さも垣間見える作品となっていると評した。
ライブ神
監督：伊藤衆人
6月下旬に東京都江東区のディファ有明で撮影された。作中では、メンバーがライブスタッフ側とライブする側の一人二役を演じており、スタッフ側ではそれぞれのキャラクターに沿った配役になっている。また、楽曲の間奏部分では、メンバーが一人ずつ、それぞれにゆかりのあるパフォーマンスシーンが演出されている。
未来の答え
監督：福島真希、振付：菅尾なぎさ
6月下旬に東京都西多摩郡奥多摩町で撮影された。今年で廃校が決まっている学校の生徒たちが昔この学校で伝統的に行われていた「盆踊り」を生徒たちだけで復活させ、この学校の最後のひと夏の思い出を描いた友情溢れるストーリーになっている。劇中の盆踊りのシーンではメンバーが浴衣を着用している。廃校間近の学校に通う12人のひと夏の思い出づくりがテーマのドラマパートや全員でのダンスシーンも収録され、3期生初のミュージック・ビデオであった「三番目の風」と比較してよりミュージック・ビデオらしい仕上がりとなっている。

## ライブ・パフォーマンス
「逃げ水」は複数回ライブ・パフォーマンスされている。2017年7月15日にフジテレビ『お台場みんなの夢大陸2017』で初披露され、それを皮切りとして、2017年8月4日には『ミュージックステーション』（テレビ朝日）でパフォーマンスされた。さらに2017年9月2日放送の『乃木坂46 SHOW!』（NHK BSプレミアム）においてフルサイズでパフォーマンスされた。

## メディアでの使用
逃げ水
ディップ「バイトル」『新しい世界』篇、『学ぶ！ 未来の遊園地』篇CMソング。
dTVオリジナルドラマ『猿に会う』挿入歌。
女は一人じゃ眠れない
映画『ワンダーウーマン』イメージソング。
ひと夏の長さより…
フジテレビ『お台場みんなの夢大陸2017』テーマソング。
泣いたっていいじゃないか?
日本テレビ『ライオンスペシャル 第37回 全国高等学校クイズ選手権』応援ソング。

## シングル収録トラック

### Type-A
| #         | タイトル                                | 作詞      | 作曲      | 編曲       | 時間  |
| --------- | --------------------------------------- | --------- | --------- | ---------- | ----- |
| 1.        | 「逃げ水」                              | 秋元康    | 谷村庸平  | 谷村庸平   | 5:07  |
| 2.        | 「女は一人じゃ眠れない」                | 秋元康    | 小形誠    | 高橋浩一郎 | 4:00  |
| 3.        | 「ひと夏の長さより…」                   | 秋元康    | aokado    | aokado     | 4:33  |
| 4.        | 「逃げ水 off vocal ver.」               |           | 谷村庸平  | 谷村庸平   | 5:07  |
| 5.        | 「女は一人じゃ眠れない off vocal ver.」 |           | 小形誠    | 高橋浩一郎 | 4:00  |
| 6.        | 「ひと夏の長さより… off vocal ver.」    |           | aokado    | aokado     | 4:33  |
| 合計時間: | 合計時間:                               | 合計時間: | 合計時間: | 合計時間:  | 27:20 |

| #  | タイトル                             | 作詞 | 作曲・編曲 | 監督       | 時間 |
| -- | ------------------------------------ | ---- | ---------- | ---------- | ---- |
| 1. | 「逃げ水 Music Video」               |      |            | 山岸聖太   | 7:14 |
| 2. | 「女は一人じゃ眠れない Music Video」 |      |            | 萩原健太郎 | 5:01 |
| 3. | 「乃木恋リアル2016 前編」            |      |            |            |      |

### Type-B
| #         | タイトル                                | 作詞      | 作曲      | 編曲       | 時間  |
| --------- | --------------------------------------- | --------- | --------- | ---------- | ----- |
| 1.        | 「逃げ水」                              | 秋元康    | 谷村庸平  | 谷村庸平   | 5:07  |
| 2.        | 「女は一人じゃ眠れない」                | 秋元康    | 小形誠    | 高橋浩一郎 | 4:00  |
| 3.        | 「アンダー」                            | 秋元康    | 白土亨    | 遠藤ナオキ | 4:11  |
| 4.        | 「逃げ水 off vocal ver.」               |           | 谷村庸平  | 谷村庸平   | 5:07  |
| 5.        | 「女は一人じゃ眠れない off vocal ver.」 |           | 小形誠    | 高橋浩一郎 | 4:00  |
| 6.        | 「アンダー off vocal ver.」             |           | 白土亨    | 遠藤ナオキ | 4:11  |
| 合計時間: | 合計時間:                               | 合計時間: | 合計時間: | 合計時間:  | 26:36 |

| #  | タイトル                  | 作詞 | 作曲・編曲 | 監督     | 時間 |
| -- | ------------------------- | ---- | ---------- | -------- | ---- |
| 1. | 「逃げ水 Music Video」    |      |            | 山岸聖太 | 7:14 |
| 2. | 「アンダー Music Video」  |      |            |          | 5:47 |
| 3. | 「乃木恋リアル2016 後編」 |      |            |          |      |

### Type-C
| #         | タイトル                                | 作詞      | 作曲      | 編曲       | 時間  |
| --------- | --------------------------------------- | --------- | --------- | ---------- | ----- |
| 1.        | 「逃げ水」                              | 秋元康    | 谷村庸平  | 谷村庸平   | 5:07  |
| 2.        | 「女は一人じゃ眠れない」                | 秋元康    | 小形誠    | 高橋浩一郎 | 4:00  |
| 3.        | 「ライブ神」                            | 秋元康    | SaSA      | SaSA       | 4:26  |
| 4.        | 「逃げ水 off vocal ver.」               |           | 谷村庸平  | 谷村庸平   | 5:07  |
| 5.        | 「女は一人じゃ眠れない off vocal ver.」 |           | 小形誠    | 高橋浩一郎 | 4:00  |
| 6.        | 「ライブ神 off vocal ver.」             |           | SaSA      | SaSA       | 4:26  |
| 合計時間: | 合計時間:                               | 合計時間: | 合計時間: | 合計時間:  | 27:06 |

| #  | タイトル                                   | 作詞 | 作曲・編曲 | 監督     | 時間 |
| -- | ------------------------------------------ | ---- | ---------- | -------- | ---- |
| 1. | 「逃げ水 Music Video」                     |      |            | 山岸聖太 | 7:14 |
| 2. | 「ライブ神 Music Video」                   |      |            | 伊藤衆人 | 4:48 |
| 3. | 「撮って出し!神宮ライブメイキング2期生編」 |      |            |          |      |

### Type-D
| #         | タイトル                                | 作詞      | 作曲      | 編曲       | 時間  |
| --------- | --------------------------------------- | --------- | --------- | ---------- | ----- |
| 1.        | 「逃げ水」                              | 秋元康    | 谷村庸平  | 谷村庸平   | 5:07  |
| 2.        | 「女は一人じゃ眠れない」                | 秋元康    | 小形誠    | 高橋浩一郎 | 4:00  |
| 3.        | 「未来の答え」                          | 秋元康    | 板垣祐介  | 板垣祐介   | 5:23  |
| 4.        | 「逃げ水 off vocal ver.」               |           | 谷村庸平  | 谷村庸平   | 5:07  |
| 5.        | 「女は一人じゃ眠れない off vocal ver.」 |           | 小形誠    | 高橋浩一郎 | 4:00  |
| 6.        | 「未来の答え off vocal ver.」           |           | 板垣祐介  | 板垣祐介   | 5:23  |
| 合計時間: | 合計時間:                               | 合計時間: | 合計時間: | 合計時間:  | 29:00 |

| #  | タイトル                                       | 作詞 | 作曲・編曲 | 監督     | 時間 |
| -- | ---------------------------------------------- | ---- | ---------- | -------- | ---- |
| 1. | 「逃げ水 Music Video」                         |      |            | 山岸聖太 | 7:14 |
| 2. | 「未来の答え Music Video」                     |      |            | 福島真希 | 5:52 |
| 3. | 「撮って出し！神宮ライブ&MVメイキング3期生編」 |      |            |          |      |

### 通常盤
| #         | タイトル                                      | 作詞      | 作曲           | 編曲       | 時間  |
| --------- | --------------------------------------------- | --------- | -------------- | ---------- | ----- |
| 1.        | 「逃げ水」                                    | 秋元康    | 谷村庸平       | 谷村庸平   | 5:07  |
| 2.        | 「女は一人じゃ眠れない」                      | 秋元康    | 小形誠         | 高橋浩一郎 | 4:00  |
| 3.        | 「泣いたっていいじゃないか？」                | 秋元康    | K-WONDER、SAS3 | 遠藤ナオキ | 4:31  |
| 4.        | 「逃げ水 off vocal ver.」                     |           | 谷村庸平       | 谷村庸平   | 5:07  |
| 5.        | 「女は一人じゃ眠れない off vocal ver.」       |           | 小形誠         | 高橋浩一郎 | 4:00  |
| 6.        | 「泣いたっていいじゃないか？ off vocal ver.」 |           | K-WONDER、SAS3 | 遠藤ナオキ | 4:31  |
| 合計時間: | 合計時間:                                     | 合計時間: | 合計時間:      | 合計時間:  | 27:16 |

### Special Edition
| #         | タイトル                       | 作詞      | 作曲           | 編曲       | 時間  |
| --------- | ------------------------------ | --------- | -------------- | ---------- | ----- |
| 1.        | 「逃げ水」                     | 秋元康    | 谷村庸平       | 谷村庸平   | 5:07  |
| 2.        | 「女は一人じゃ眠れない」       | 秋元康    | 小形誠         | 高橋浩一郎 | 4:00  |
| 3.        | 「ひと夏の長さより…」          | 秋元康    | aokado         | aokado     | 4:33  |
| 4.        | 「アンダー」                   | 秋元康    | 白土亨         | 遠藤ナオキ | 4:11  |
| 5.        | 「ライブ神」                   | 秋元康    | SaSA           | SaSA       | 4:26  |
| 6.        | 「未来の答え」                 | 秋元康    | 板垣祐介       | 板垣祐介   | 5:23  |
| 7.        | 「泣いたっていいじゃないか？」 | 秋元康    | K-WONDER、SAS3 | 遠藤ナオキ | 4:31  |
| 合計時間: | 合計時間:                      | 合計時間: | 合計時間:      | 合計時間:  | 32:11 |

## 歌唱メンバー

### 逃げ水
（センター：大園桃子・与田祐希）
- 3列目：伊藤万理華、新内眞衣、生駒里奈、桜井玲香、若月佑美、井上小百合[6]
- 2列目：星野みなみ、松村沙友理、生田絵梨花、秋元真夏、衛藤美彩、高山一実[6]
- 1列目：齋藤飛鳥、白石麻衣、大園桃子、与田祐希、西野七瀬、堀未央奈[6]

選抜メンバーは前作から3人減の18人で、福神は1列目と2列目を合わせた12名が「十二福神」となった。センターは3期生の大園桃子と与田祐希で、前作に続くWセンター体制。1期生以外のセンターは7thシングル「バレッタ」（2013年11月発売）の堀未央奈（2期生）以来2度目で、当時の堀と同様に選抜経験なしの状態からのセンターへ抜擢となった。前作選抜であった寺田蘭世、北野日奈子、斉藤優里、樋口日奈、中田花奈は今回の選抜から外れた。

### 女は一人じゃ眠れない
（センター：大園桃子・与田祐希）
- 秋元真夏、生田絵梨花、生駒里奈、伊藤万理華、井上小百合、衛藤美彩、大園桃子、齋藤飛鳥、桜井玲香、白石麻衣、新内眞衣、高山一実、西野七瀬、星野みなみ、堀未央奈、松村沙友理、与田祐希、若月佑美[9]

歌唱メンバーは、表題曲の選抜メンバーと同じ。

### ひと夏の長さより…
（センター：秋元真夏・松村沙友理）
- 秋元真夏、生田絵梨花、生駒里奈、伊藤万理華、井上小百合、衛藤美彩、大園桃子、齋藤飛鳥、桜井玲香、白石麻衣、新内眞衣、高山一実、西野七瀬、星野みなみ、堀未央奈、松村沙友理、与田祐希、若月佑美[9]

歌唱メンバーは、表題曲の選抜メンバーと同じ。

### 泣いたっていいじゃないか?
（センター：高山一実）
- 秋元真夏、生田絵梨花、生駒里奈、伊藤万理華、井上小百合、衛藤美彩、大園桃子、齋藤飛鳥、桜井玲香、白石麻衣、新内眞衣、高山一実、西野七瀬、星野みなみ、堀未央奈、松村沙友理、与田祐希、若月佑美

歌唱メンバーは、表題曲の選抜メンバーと同じ。

### アンダー
（センター：北野日奈子・中元日芽香）
- 伊藤かりん、伊藤純奈、川後陽菜、川村真洋、北野日奈子、斎藤ちはる、斉藤優里、相楽伊織、佐々木琴子、鈴木絢音、寺田蘭世、中田花奈、中元日芽香、能條愛未、樋口日奈、山崎怜奈、渡辺みり愛、和田まあや[27]

アンダーメンバーによる楽曲。

### ライブ神
（センター：堀未央奈）
- 伊藤純奈、伊藤かりん、北野日奈子、相楽伊織、佐々木琴子、新内眞衣、鈴木絢音、寺田蘭世、堀未央奈、山崎怜奈、渡辺みり愛[62]

2期生による楽曲。

### 未来の答え
（センター：久保史緒里・山下美月）
- 伊藤理々杏、岩本蓮加、梅澤美波、大園桃子、久保史緒里、阪口珠美、佐藤楓、中村麗乃、向井葉月、山下美月、吉田綾乃クリスティー、与田祐希[64]

3期生による楽曲。

## チャート、ゴールド等認定
| チャート（2017年）                             | 最高 順位 |
| ---------------------------------------------- | --------- |
| オリコンCDシングルランキング（8月21日付）      | 1         |
| Billboard Japan Hot 100（8月21日付）           | 1         |
| Billboard Japan Top Singles Sales（8月21日付） | 1         |
| Billboard Japan Radio Songs（8月21日付）       | 5         |

| チャート（2017年）                    | 最高 順位 |
| ------------------------------------- | --------- |
| オリコンCDシングルランキング（8月度） | 2         |

| チャート（2017年）                | 最高 順位 |
| --------------------------------- | --------- |
| オリコンCDシングルランキング      |           |
| Billboard Japan Hot 100           |           |
| Billboard JAPAN Top Singles Sales | 1         |

| 国、地域 | 認定          |
| -------- | ------------- |
| 日本     | ミリオン (CD) |

## リリース日
| 国   | リリース日   | 規格       |
| ---- | ------------ | ---------- |
| 日本 | 2017年8月2日 | 音楽配信   |
| 日本 | 2017年8月9日 | CDシングル |